# スナシャコ
スナシャコ (砂鷓鴣、学名：Ammoperdix heyi)は、キジ目キジ科に分類される鳥類の一種である。

## 分布
アラビア半島からエジプト東部にかけて分布する。

## 形態
体長22-25cm。雄は全体に淡い黄褐色。頭は灰色で、耳羽が白くよく目立つ。喉は橙色、足は黄色である。雌は上体が赤褐色で、暗褐色や黄褐色の細かい斑がある。雌雄とも嘴は橙色。

## 生態
主に乾燥地帯の岩場で生活している。
食性は主に植物食で、植物の種子などを食べる。
繁殖期は4月で、地上の石の間などに、1腹8-12個の卵を産む。

## 亜種
以下の4亜種に分類される。
- Ammoperdix heyi heyi
- Ammoperdix heyi nicolli
- Ammoperdix heyi cholmleyi
- Ammoperdix heyi intermedia